# Ezhumanthuruthu
Ezhumanthuruthu (en malayalam: എഴുമാന്തുരുത്ത്) es el nombre de una pequeña isla situada a 8 km al oeste de la ciudad de Kaduthuruthy. Se encuentra en el distrito de Kottayam, la llamada ciudad de las letras. Es un lugar densamente poblado de Kaduthuruthy Gram Panchayat.
La población es de alrededor de 3.500 personas, en un área de aproximadamente dos kilómetros cuadrados. Se trata de un grupo de dos islas gemelas o "thuruthu" que abarca la principal llamada Ezhumanthuruthu y otra thuruthu pequeña llamado Pulithuruthu. El pueblo de Ezhumanthuruthu está compuesto en un 90% de trabajadores agrícolas con agricultores de pequeña y de mediana escala.